# Паметник на депортираните евреи (Щип)
Паметникът на депортираните евреи (на македонска литературна норма: Споменик на депортираните Евреи) представлява паметник, издигнат в чест на депортираните евреи от Щип по време на Втората световна война.
Създаден е през 1985 година и е дело на Методи Андонов. Паметникът символизира пътя на живота на евреите. Според автора „линията на живота“ е прекъсната на 11 март 1943 година, когато 561 лица са депортирани от Щип и по-късно умират в концентрационния лагер Треблинка. В него е вграден и традиционният еврейски свещник - менора, а в основата му са поставени мраморни плочи с имената на депортираните евреи. Паметникът се намира до сградата на музея в Щип..